# Devireddypalli, Bagepalli
Devireddypalli là một làng thuộc tehsil Bagepalli, huyện Kolar, bang Karnataka, Ấn Độ.